# Dissay-sous-Courcillon

Dissay-sous-Courcillon este o comună în departamentul Sarthe, Franța. În 2009 avea o populație de 1,000 de locuitori.